# Mykola Liwyzkyj

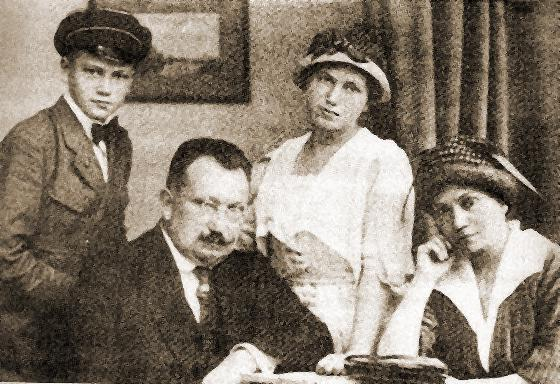
Mykola Liwyzkyj (links) mit seinem Vater Andrij, seiner Mutter und Schwester im Jahr 1920

Mykola Andrijowytsch Liwyzkyj (ukrainisch Микола Андрійович Лівицький; * 9. Januarjul. / 22. Januar 1907greg. in Schmerynka, Gouvernement Podolien, Russisches Kaiserreich; † 8. Dezember 1989 in Philadelphia, Vereinigte Staaten) war ein ukrainischer Journalist, Exilpolitiker und 3. Präsident der Ukrainischen Volksrepublik im Exil.

## Leben
Mykola Liwyzkyj kam als Sohn von Andrij Liwyzkyj, dem letzten auf ukrainischem Boden agierenden Ministerpräsidenten der Ukrainischen Volksrepublik und dessen Frau, der Schriftstellerin Marija Liwyzka, zur Welt. 1920 emigrierte seine Familie mit ihm aus der Ukraine und er studierte anschließend in Prag und Warschau. Während des Zweiten Weltkriegs lebte er in Warschau. 1942 ging er nach Kiew, um dort politisch aktiv zu werden, wurde jedoch kurz nach seiner Ankunft von der Gestapo verhaftet und inhaftiert.
Liwyzkyj war nach seinem Vater und Stepan Wytwyzkyj vom 22. März 1967 an bis zu seinem Tod der 3. Vorsitzende (Präsident) des Direktoriums der Ukrainischen Volksrepublik im Exil.
Mykola Liwyzkyj starb in Philadelphia und wurde auf dem Friedhof der ukrainisch-orthodoxen St. Andrew Memorial Church in South Bound Brook in New Jersey beerdigt.